# X My Heart
X My Heart – singel azerskiej piosenkarki Aisel, który został wydany cyfrowo 17 marca 2018 pod szyldem wytwórni k2id Productions.
W 2018 utwór reprezentował Azerbejdżan w 63. Konkursie Piosenki Eurowizji w Lizbonie.

## Historia

### Produkcja
„X My Heart” to trwająca trzy minuty i sekundę piosenka w stylu pop. Utwór był nagrywany w The Dark Room London, Vox Studios Athens i VI-Sound i został zmiksowany w The Dark Room London. Muzykę do utworu skomponował Dimitris Kontopulos, a tekst został przygotowany przez Sandrę Bjurman.

### Wydanie
Singel został wydany 17 marca i 20 kwietnia 2018 przez k2id Productions. Wersja z 17 kwietnia zawierała również wersję karaoke i instrumentalną. 20 kwietnia piosenka została wydana również na kompilacji Eurovision Song Contest - Lisbon 2018.

### Teledysk
Teledysk do piosenki wyreżyserowany przez Roula Koutroubeli został opublikowany 13 marca 2018 roku.

## Lista utworów
- Digital download (17 marca 2018)[2]

1. „X My Heart” – 3:01
2. „X My Heart” (Karaoke Version) – 3:01
3. „X My Heart” (Instrumental Version) – 3:01

- Digital download (20 kwietnia 2018)[3]

1. „X My Heart” – 3:01